# Premiers présidents du Parlement de Bourgogne
Cet article dresse la liste les Premiers présidents du Parlement de Bourgogne jusqu'à sa suppression à la Révolution Française.

## Liste des Premiers présidents du Parlement de Bourgogne
- 1476 Jean Jonard (assassiné le 27 mars 1477)
- 1477 Jean Jaquelin
- 1481 Léonard Despotots
- 1489 Guy de Rochefort
- 1497 Christophe de Carmone
- 1498 Jean Douhet
- 1504 Philibert de La Ferté
- 1515 Hugues Fournier
- 1525 Claude Patarin
- 1531 Jean Baillet
- 1534 Claude Le Févre
- 1566 Jean de La Guesle
- 1570 Denis Brulard
- 1610 Nicolas Brulard
- 1627 Jean-Baptiste Legoux de La Berchère
- 1630 Pierre Legoux, ensuite premier président du Parlement de Grenoble en 1644
- 1637 Antoine Bretagne, depuis premier président du Parlement de Metz
- 1644 Jean Bouchu
- 1654 Louis Laisné de La Marguerie
- 1657 Nicolas Brulard
- 1693 Pierre Bouchu
- 1716 Jean de Berbisey
- 1745 Claude-Philippe Fyot de La Marche
- 1757 Jean-Philippe Fyot de La Marche
- 1775 Charles de Brosses
- 1777 Bénigne Le Gouz de Saint-Seine
- 1789 Jean Vivant Micault de Corbeton